# Paroc
Paroc o parocs (plural llatí Parochi) era el nom que s'aplicava a unes persones pagades per l'estat romà que proveïen als magistrats, ambaixadors i altres funcionaris, quan viatjaven, i portaven tot l'equipatge necessari que els viatgers no podien portar amb ells.
Eren a les principals estacions de les vies on els viatgers passaven la nit, tant a Itàlia com a províncies. Com que els magistrats acostumaven a fer demandes extres als parocs, la lex Julia repetundarum de Juli Cèsar va definir el que els parocs havien de proveir, que era principalment fenc, llenya, sal, i un cert nombre de llits. D'aquest nom deriva parròquia i parroquià.